# David Vychodil
David Vychodil (ur. 25 marca 1980 w Ostrawie) – czeski hokeista, trener.
Jego brat Filip (ur. 1984) także został hokeistą.

## Kariera zawodnicza
- HC Dukla Jihlava (1999–2000)
- Sioux City Musketeers (2000–2001)
- Johnstown Chiefs (2001)
- Wheeling Nailers (2001–2002)
- HC Havířov (2002–2003)
- HC Dukla Jihlava (2003)
- HCM Žďár nad Sázavou (2003)
- HC Frýdek-Místek (2003)
- Winston Salem T-Birds (2003)
- Greensboro Generals (2003)
- Adirondack Ice Hawks, później Adirondack Frostbite (2003–2005)
- Mietałłurg Sierow (2005–2006)
- Manchester Phoenix (2006–2007)
- Dunaújvárosi Acélbikák (2007)
- Coventry Blaze (2007)
- Basingstoke Bison (2007–2008)
- Dunaújvárosi Acélbikák (2008–2009)
- Gazowik Tiumeń (2009)
- EHC Wattens (2009–2010)
- Ferencvárosi TC (2010–2011)
- Chiefs Leuven (2011–2000)
- HC Poruba (2012-2013)
- Arystan Temyrtau (2013)
- Chiefs Leuven (2013-2016)

Przed sezonem 2007/2008 podpisał kontrakt z Podhalem Nowy Targ, jednak przed rozpoczęciem rozgrywek zrezygnowano z niego.

## Kariera trenerska
- San Diego Sabers (2018-2019), asystent trenera
- San Diego Sabers (2019-2020), główny trener